# گالاکتوره
گالاکتوره (به انگلیسی: Galactorrhea یا Galactorrhoea) یا شیرریزش جاری‌شدن بی‌اختیار شیر از پستان بدون هیچ‌ربطی به زایمان یا شیردهی را می‌گویند. این واژه از «ترشحات نوک پستان» در زمان شیردهی یا زایمان متفاوت است.

## علت‌ها
گالاکتوره می‌تواند به دلیل نامنظم بودن برخی هورمون‌های خاص یا علل موضعی مانند تحریک بیش از حد نوک پستان به‌وجودآید. علل هورمونی که اغلب با گالاکتوره در ارتباط هستند شامل شرایط هیپرپرولاکتینمی و هیپوتیروئیدی با سطوح بالای هورمون تی‌اس‌اچ و تی‌آراچ هستند.
شیردهی نیاز به حضور استروژن، پروژسترون و پرولاکتین دارد و ارزیابی گالاکتوره شامل آوردن تاریخچه برای داروهای مختلف یا مواد غذایی (متیل‌دوپا، خواب‌آورها، آنتی‌سایکوزها و...) و برای اهداف رفتاری (استرس و تحریک دیوار قفسه سینه و پستان)، و همچنین ارزیابی برای بارداری، آدنوم هیپوفیز (با تولید بیش از حد پرولاکتین یا فشرده‌سازی از ساقه هیپوفیز)، و کم‌کاری تیروئید، دارد. تولید بیش از حد پرولاکتین منجر به توقف از دوره قاعدگی و ناباروری می‌شود که ممکن است نشانه های تشخیصی باشد. گالاکتوره همچنین ممکن است به دلیل عدم تعادل هورمونی که از قرص‌های کنترل بارداری ایجاد می‌شود، به وجود بیاید.
گالاکتوره همچنین یکی از عوارض جانبی مرتبط با استفاده از نسل دوم داروی آنتاگونیست گیرنده اچ۲ سایمتیدین (با نام تجارتی: Tagamet) می‌باشد. این گالاکتوره می‌تواند همچنین توسط داروهای ضد پریشانی (داروی ضدجنون) که با باعث هیپرپرولاکتینمی با مسدود کردن گیرنده‌های دوپامین مسئول برای کنترل انتشار پرولاکتین می‌شود. از بین این تعداد، ریسپریدون بدترین باعث این عارضه است.